# Archie Kao
Archie David Kao (Washington D.C., em 14 de dezembro de 1973), é um ator norte-americano, mais conhecido pelo seu personagem Kai Chen, o Power Rangers Azul, da série de televisao "Power Rangers: Lost Galaxy".

## Carreira

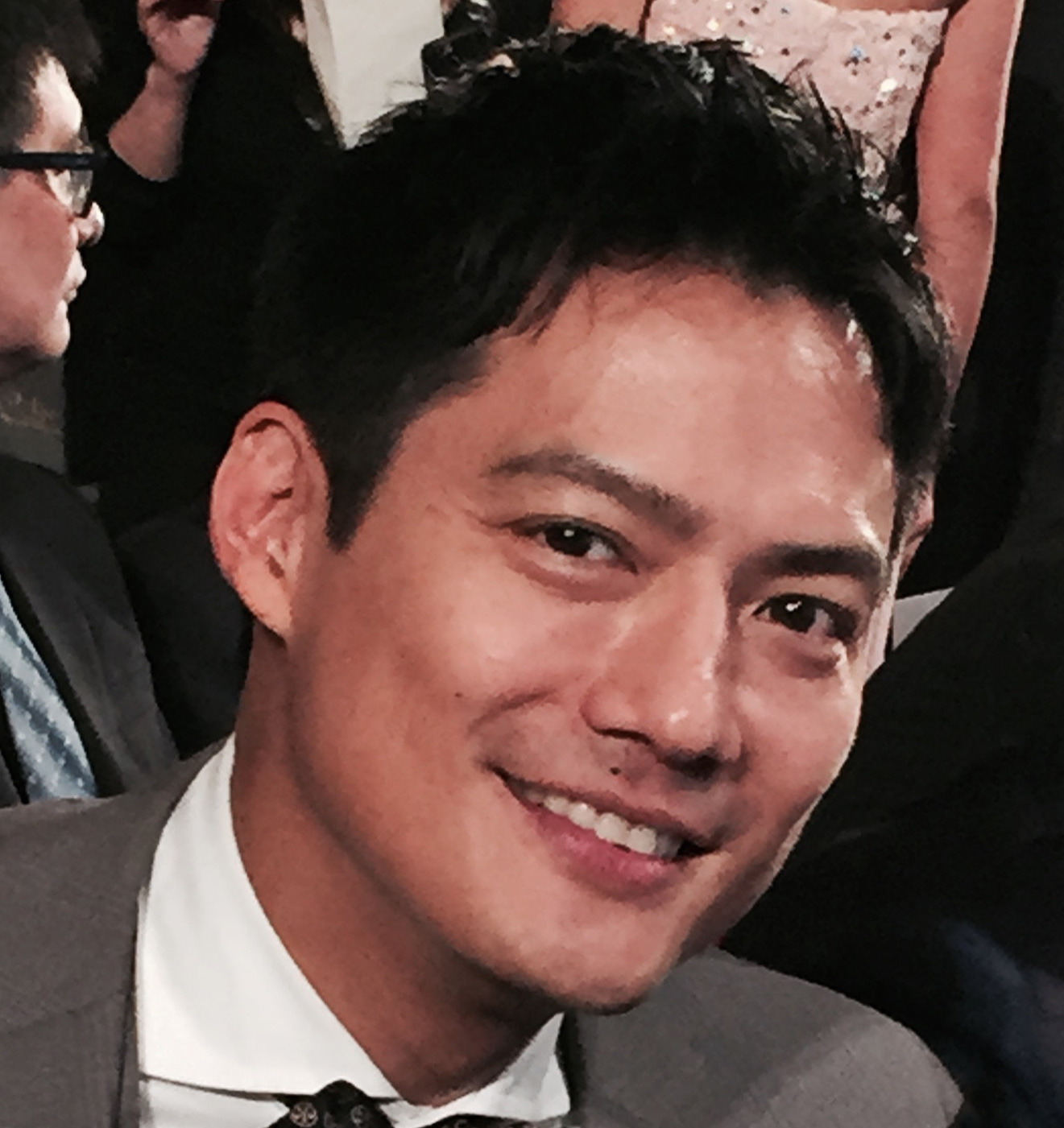
Kao em Hong Kong Film Awards 2015

Archie Kao iniciou sua carreira de ator em 1996, interpretando pequenos personagens em séries de televisão como Maybe This Time, L.A. Firefighters e Once and Again. Seu primeiro papel de destaque veio em 1999, onde conseguiu o papel de Kai Chan o Ranger Azul da série "Power Rangers: Lost Galaxy". No ano seguinte, ele voltou a interpretar o mesmo personagem em "Power Rangers: Lightspeed Rescue" em um episódio crossover entre as séries. 
Em 2002 contribuiu dando sua voz a um dos vilões em um episódio especial de "Power Rangers: Wild Force". Em 2009 fez o filme "The People I've Slept With" do diretor Wayne Wang. Desde 2001, Archie vem fazendo aparições na série de televisão "CSI: Crime Scene Investigation", onde interpreta o personagem recorrente, Archie Johnson.
Anos depois em 2014, Archie atuou como policial da inteligência Sheldon Jim ao lado do sargento Hank Voight durante toda a 1ª temporada da série Spin-Off policial de grande sucesso atualmente do diretor Dick Wolf intitulado de Chicago P.D.